# Alekseï Ploujnikov
Alekseï Vladimirovitch Ploujnikov (en russe : Алексей Владимирович Плужников) est un joueur russe de volley-ball né le 15 juillet 1991. Il mesure 2,05 m et joue attaquant.

## Clubs
| Club                   | De        | À   |
| ---------------------- | --------- | --- |
| Iaroslavitch Iaroslavl | 2009-2010 | ... |

## Palmarès
- Championnat du monde des moins de 21 ans (1)
  - Vainqueur : 2011
- Championnat d'Europe des moins de 21 ans (1)
  - Vainqueur : 2010